# Парк Хибия
Парк Хибия (яп. 日比谷公園 хибия ко:эн) — парк, расположенный в специальном токийском районе Тиёда.
Парк был основан как общественный в 1903 году. Он славится кирпичным зданием Сисэй Кайкан (яп. 市政会館), построенным в готическом стиле в 1929 году. Парк также известен своей открытой концертной площадкой и теннисным кортом.

## Близлежащие здания

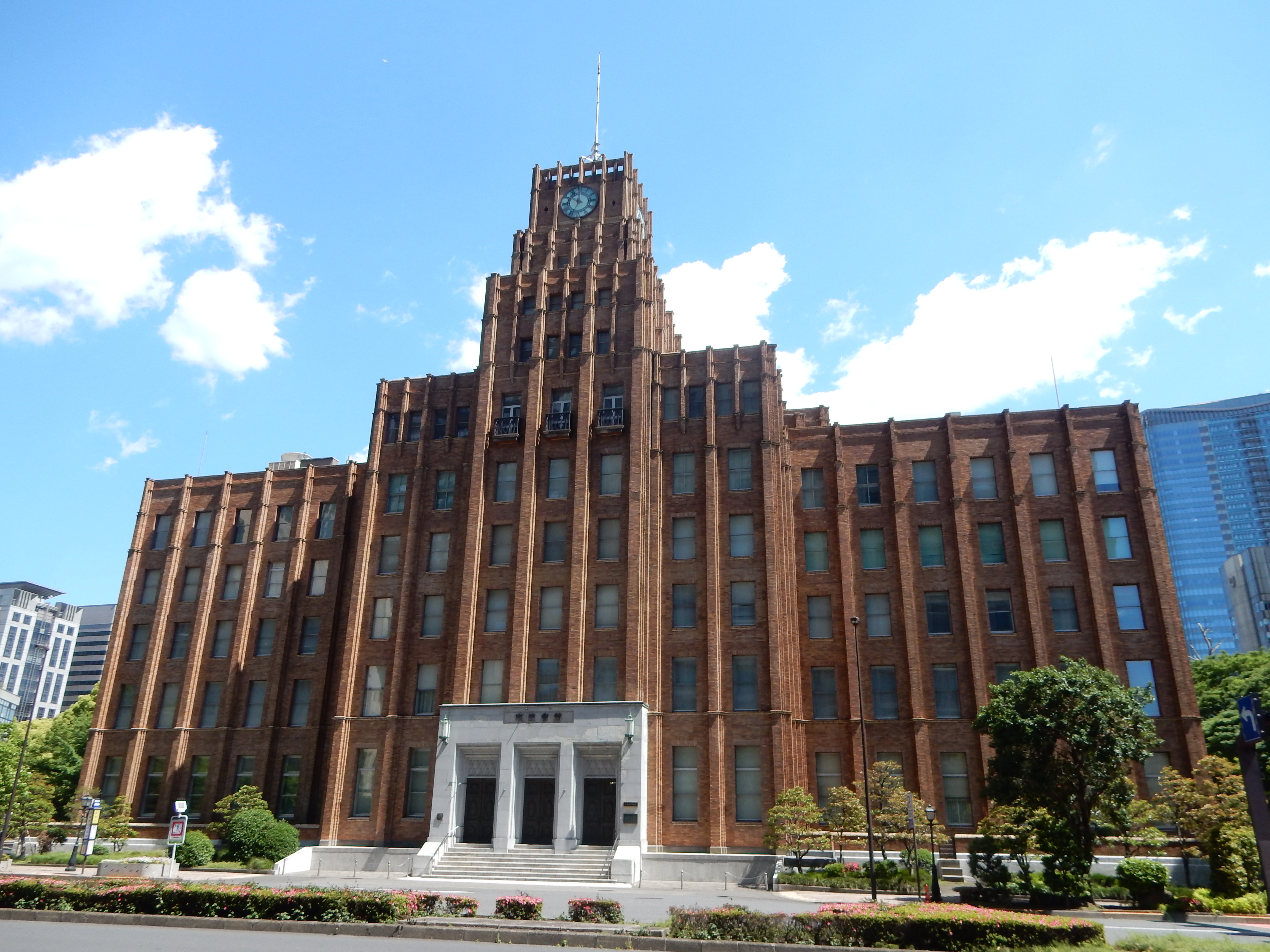
Сисэй Кайкан, бывший дом японских информагентств

- Штаб-квартира японской ассоциации адвокатов[яп.]
- Здание Fukoku Seimei
- Imperial Hotel
- Министерство окружающей среды
- Министерство здравоохранения, труда и благосостояния Японии
- Министерство юстиции
- Здание банка Мидзухо
- Nissay Theatre
- Здание NTT Hibiya
- Здание Shinsei Bank
- Здание Sumitomo Mitsui Banking Corporation